# Amastra subsoror
Amastra subsoror е изчезнал вид коремоного от семейство Amastridae.

## Разпространение
Този охлюв е бил ендемичен за Мауи, Хавай.